# 908th Airlift Wing

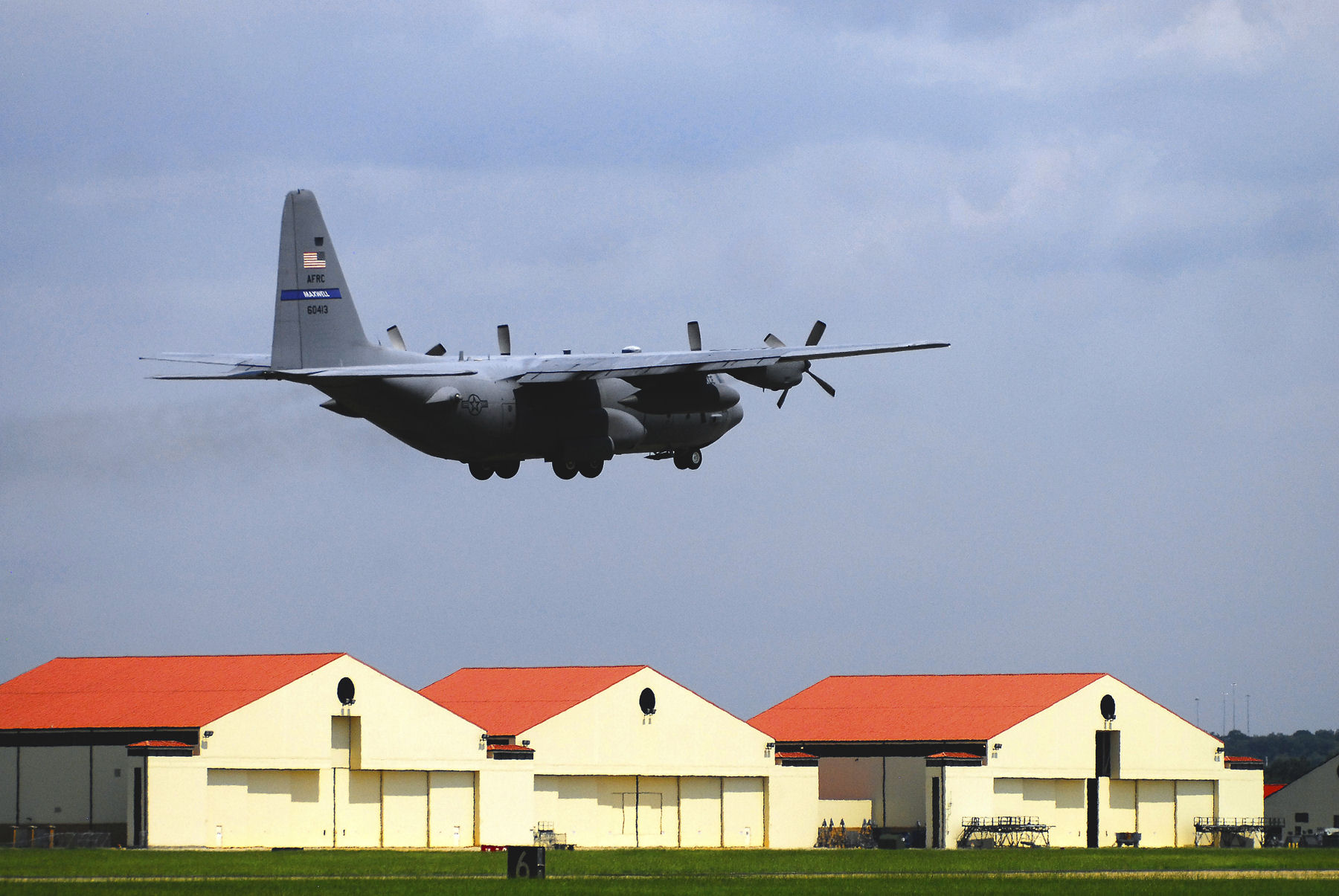
C-130H dello Stormo

Il 908th Airlift Wing è uno stormo da trasporto dell'Air Force Reserve Command, inquadrato nella Twenty-Second Air Force. Il suo quartier generale è situato presso la Maxwell Air Force Base, nel Alabama.

## Organizzazione
Attualmente, al settembre 2017, lo stormo controlla:
- 908th Operations Group, striscia di coda azzurra con scritta MAXWELL bianca
  -  357th Airlift Squadron - Equipaggiato con 8 C-130H
  - 908th Operations Support Squadron
  - 908th Aeromedical Evacuation Squadron
- 908th Maintenance Group
  - 908th Aircraft Maintenance Squadron
  - 908th Maintenance Squadron
- 908th Mission Support Group
  - 25th Aerial Port Squadron
  - 908th Civil Engineering Squadron
  - 908th Force Support Squadron
  - 908th Logistics Readiness Squadron
  - 908th Mission Support Squadron
  - 908th Security Forces Squadron
- 908th Aeromedical Staging Squadron